# シュタルフ悠紀リヒャルト
シュタルフ 悠紀リヒャルト（Stalph Yuki Richard、1984年8月4日 - ）は、ドイツ・ボーフム出身の元サッカー選手、サッカー指導者。現役時代のポジションはMF。

## 来歴
ドイツ人の父と日本人の母の間に西ドイツのノルトライン・ヴェストファーレン州・ボーフムで生まれ、1989年に父の仕事に伴い、一家で東京都へ移住する。
日本移住後は東京横浜独逸学園に入学し、サッカー部に所属。また、Y.S.C.C.横浜ユースへの所属経験もある。同時にヴッパーターラーSVボルシアへのサッカー留学も経験している。同校卒業後はFCチューリッヒに所属。
その後、海外のチームを渡り歩き、2006年から2007年にかけてヴィッセル神戸・京都サンガF.C.に練習生として参加するも入団に至らず、再び海外に活躍の場を求めた。
2011年4月21日にジェフユナイテッド市原・千葉リザーブズに加入したが、故障もあり出場機会はなく、同年をもってチームも活動終了となり退団することになった。
退団後は日本で故障からの回復を目指しながらチーム探しを行っていたが、2012年8月にSCイーダー＝オーバーシュタインと契約。
ヘカリ・ユナイテッドFC時代には『世界の果てまでイッテQ!』の取材を受けたこともある。現役引退後は東京ヴェルディ1969の普及部コーチや自身が代表を務めるレコス（RECCOSS）の監督などを務めた。
2019年よりY.S.C.C.横浜の監督に就任した。なお、34歳での監督就任は当時、Jリーグクラブでの最年少記録となる（2023年奈良クラブのフリアン監督が33歳で更新する）。同年7月28日のヴァンラーレ八戸戦後のDAZNインタビュー内での発言内容(「いい加減にしてもらいたい」)が「審判員に対する侮辱または公然の名誉毀損行為」にあたるとみなされ、後日、2試合のベンチ入り停止処分を受けた。
2021年12月10日、AC長野パルセイロの監督に就任。なお、2023年シーズンからJリーグでの登録名を『シュタルフ 悠紀』に変更している。
2023年8月28日、成績不振を理由に解任。
2023年11月、タイU-20代表監督に就任した。なお、ブリーラム・ユナイテッドU-20監督も兼任した。 2024年6月、タイU20代表監督を退任。退任理由は「プライベートな事情」としている。
2024年6月26日、SC相模原の監督に就任することが発表された。7月までは登録名は『シュタルフ 悠紀』だったが、8月から『シュタルフ 悠紀リヒャルト』となった。

## 所属クラブ
- 1992年4月 - 2000年6月 ジェイキッズSC ユースチーム
- 1992年9月 - 2003年5月 東京・横浜独逸学園サッカー部 ユースチーム
- 2000年7月 - 2001年2月 ヴッパーターラーSVボルシア ユースチーム
- 2001年3月 - 2003年8月 Y.S.C.C.横浜 ユース
- 2003年9月 - 2004年2月  FCチューリッヒ (仮契約)
- 2004年3月 - 2006年5月  SpVggブルクブロール（ドイツ語版）
- 2006年9月 - 同年10月  SG 99アンデアナハ（ドイツ語版） (セミプロ契約)
- 2007年3月 - 2008年1月  バレスティア・カルサFC (仮契約)
- 2007年4月 - 同年8月  DSVレーオベン（ドイツ語版）
- 2008年4月 - 2009年4月  ハリスバーグ・シティ・アイランダーズ（英語版）
- 2009年6月 - 2010年6月  SCイーダー＝オーバーシュタイン（英語版）
- 2010年10月 - 同年11月  ヘカリ・ユナイテッドFC
- 2011年4月 - 同年12月  ジェフユナイテッド市原・千葉リザーブズ
- 2012年8月 - 2014年  SCイーダー＝オーバーシュタイン

## 個人成績
| 国内大会個人成績   | 国内大会個人成績                     | 国内大会個人成績   | 国内大会個人成績     | 国内大会個人成績             | 国内大会個人成績           | 国内大会個人成績 | 国内大会個人成績 | 国内大会個人成績 | 国内大会個人成績 | 国内大会個人成績 | 国内大会個人成績 |
| 年度               | クラブ                               | 背番号             | リーグ               | リーグ戦                     | リーグ戦                   | リーグ杯         | リーグ杯         | オープン杯       | オープン杯       | 期間通算         | 期間通算         |
| 年度               | クラブ                               | 背番号             | リーグ               | 出場                         | 得点                       | 出場             | 得点             | 出場             | 得点             | 出場             | 得点             |
| スイス             | スイス                               | スイス             | スイス               | リーグ戦                     | リーグ戦                   | スイス杯         | スイス杯         | オープン杯       | オープン杯       | 期間通算         | 期間通算         |
| ------------------ | ------------------------------------ | ------------------ | -------------------- | ---------------------------- | -------------------------- | ---------------- | ---------------- | ---------------- | ---------------- | ---------------- | ---------------- |
| 2003-04            | チューリッヒ                         |                    | スイスSL             | 3                            | 0                          |                  |                  |                  |                  |                  |                  |
| ドイツ             | ドイツ                               | ドイツ             | ドイツ               | リーグ戦                     | リーグ戦                   | リーグ杯         | リーグ杯         | DFBポカール      | DFBポカール      | 期間通算         | 期間通算         |
| 2004-05            | ブルクブロール                       |                    | ラインラントリーガ   |                              |                            |                  |                  |                  |                  |                  |                  |
| 2005-06            | ブルクブロール                       |                    | ラインラントリーガ   |                              |                            |                  |                  |                  |                  |                  |                  |
| アンデアナハ       |                                      | 6                  | ラインラントリーガ   | 3                            |                            |                  |                  |                  |                  |                  |                  |
| シンガポール       | シンガポール                         | シンガポール       | シンガポール         | リーグ戦                     | リーグ戦                   | リーグ杯         | リーグ杯         | シンガポール杯   | シンガポール杯   | 期間通算         | 期間通算         |
| 2007-08            | バレスティア・カルサ                 |                    | Sリーグ              | 5                            | 2                          |                  |                  |                  |                  |                  |                  |
| オーストリア       | オーストリア                         | オーストリア       | オーストリア         | リーグ戦                     | リーグ戦                   | リーグ杯         | リーグ杯         | オーストリア杯   | オーストリア杯   | 期間通算         | 期間通算         |
| 2008               | レーオベン                           |                    | エアステリーガ       |                              |                            |                  |                  |                  |                  |                  |                  |
| アメリカ           | アメリカ                             | アメリカ           | アメリカ             | リーグ戦                     | リーグ戦                   | リーグ杯         | リーグ杯         | USオープン杯     | USオープン杯     | 期間通算         | 期間通算         |
| 2008-09            | ハリスバーグ・シティ・アイランダーズ |                    | USL                  | 5                            | 3                          |                  |                  |                  |                  |                  |                  |
| ドイツ             | ドイツ                               | ドイツ             | ドイツ               | リーグ戦                     | リーグ戦                   | リーグ杯         | リーグ杯         | DFBポカール      | DFBポカール      | 期間通算         | 期間通算         |
| 2009-10            | イーダー＝オーバーシュタイン         |                    | オーバーリーガ南西   | 34                           | 6                          |                  |                  |                  |                  |                  |                  |
| パプアニューギニア | パプアニューギニア                   | パプアニューギニア | パプアニューギニア   | リーグ戦                     | リーグ戦                   | リーグ杯         | リーグ杯         | オープン杯       | オープン杯       | 期間通算         | 期間通算         |
| 2010               | ヘカリ                               | 3                  | PNGNSL               | 4                            | 0                          |                  |                  |                  |                  |                  |                  |
| 日本               | 日本                                 | 日本               | 日本                 | リーグ戦                     | リーグ戦                   | リーグ杯         | リーグ杯         | 天皇杯           | 天皇杯           | 期間通算         | 期間通算         |
| 2011               | ジェフR                              | 29                 | JFL                  | 0                            | 0                          | -                | -                | -                | -                | 0                | 0                |
| ドイツ             | ドイツ                               | ドイツ             | ドイツ               | リーグ戦                     | リーグ戦                   | リーグ杯         | リーグ杯         | DFBポカール      | DFBポカール      | 期間通算         | 期間通算         |
| 2012-13            | イーダー＝オーバーシュタイン         | 21                 | レギオナルリーガ南西 | 0                            | 0                          |                  |                  |                  |                  |                  |                  |
| 2013-14            | イーダー＝オーバーシュタイン         | 21                 | オーバーリーガ南西   |                              |                            |                  |                  |                  |                  |                  |                  |
| 通算               | スイス                               | スイス             | スイスSL             | 3                            | 0\|\|\|\|\|\|\|\|\|\|\|\|  |                  |                  |                  |                  |                  |                  |
| 通算               | ドイツ                               | ドイツ             | レギオナルリーガ南西 | 0                            | 0\|\|\|\|\|\|\|\|\|\|\|\|  |                  |                  |                  |                  |                  |                  |
| 通算               | ドイツ                               | ドイツ             | オーバーリーガ南西   | \|\|\|\|\|\|\|\|\|\|\|\|\|\| |                            |                  |                  |                  |                  |                  |                  |
| 通算               | ドイツ                               | ドイツ             | ラインラントリーガ   | 0                            | 0\|\|\|\|\|\|\|\|\|\|\|\|  |                  |                  |                  |                  |                  |                  |
| 通算               | シンガポール                         | シンガポール       | Sリーグ              | 5                            | 2\|\|\|\|\|\|\|\|\|\|\|\|  |                  |                  |                  |                  |                  |                  |
| 通算               | オーストリア                         | オーストリア       | エアステリーガ       | \|\|\|\|\|\|\|\|\|\|\|\|\|\| |                            |                  |                  |                  |                  |                  |                  |
| 通算               | アメリカ                             | アメリカ           | USL                  | 5                            | 3\|\|\|\|\|\|\|\|\|\|\|\|  |                  |                  |                  |                  |                  |                  |
| 通算               | パプアニューギニア                   | パプアニューギニア | PNGNSL               | 4                            | 0\|\|\|\|\|\|\|\|\|\|\|\|  |                  |                  |                  |                  |                  |                  |
| 通算               | 日本                                 | 日本               | JFL                  | 0                            | 0                          | -                | -                | -                | -                | 0                | 0                |
| 総通算             | 総通算                               | 総通算             | 総通算               | 108                          | 23\|\|\|\|\|\|\|\|\|\|\|\| |                  |                  |                  |                  |                  |                  |

## 指導歴
- ドイツDFBシュトゥッツプンクト・トレセン・コーチ
- 東京ヴェルディ1969普及コーチ
- 東京・横浜独逸学園イーグルス・ダイレクター
- レコス・リーグ選抜監督
- double pass Japan クラブコンサルタント
- 日独フットボールアカデミー アカデミーダイレクター
- 2019年 - 2021年  Y.S.C.C.横浜 監督
- 2022年 - 2023年8月  AC長野パルセイロ 監督
- 2023年11月 - 2024年6月  タイU-20代表（英語版） 監督
- 2023年11月 - 2024年6月  ブリーラム・ユナイテッドFCU-20 監督
- 2024年6月 -  SC相模原 監督

## 監督成績
| 年度 | 所属 | クラブ | リーグ戦 | リーグ戦 | リーグ戦 | リーグ戦 | リーグ戦 | リーグ戦 | カップ戦       | カップ戦   |
| 年度 | 所属 | クラブ | 順位     | 勝点     | 試合     | 勝       | 分       | 敗       | ルヴァンカップ | 天皇杯     |
| ---- | ---- | ------ | -------- | -------- | -------- | -------- | -------- | -------- | -------------- | ---------- |
| 2019 | J3   | YS横浜 | 13位     | 39       | 34       | 12       | 3        | 19       | -              | 県予選敗退 |
| 2020 | J3   | YS横浜 | 17位     | 27       | 34       | 5        | 12       | 17       | -              | -          |
| 2021 | J3   | YS横浜 | 8位      | 40       | 34       | 11       | 7        | 10       | -              | 2回戦敗退  |
| 2022 | J3   | 長野   | 8位      | 52       | 34       | 14       | 10       | 10       | -              | 県予選敗退 |
| 2023 | J3   | 長野   | 15位     | 29       | 24       | 8        | 5        | 11       | -              | 2回戦敗退  |
| 2024 | J3   | 相模原 | 9位      | 25       | 20       | 7        | 4        | 9        | -              | -          |
| 2025 | J3   | 相模原 | 位       |          |          |          |          |          |                |            |

- 2023年は退任時点での成績。
- 2024年は6月から指揮。

## タイトル

### 監督時代
Y.S.C.C.横浜
- 神奈川県サッカー選手権大会: 1回 (2021)

AC長野パルセイロ
- 長野県サッカー選手権大会: 1回 (2023)